# Rada de Haro
Rada de Haro è un comune spagnolo di 56 abitanti situato nella comunità autonoma di Castiglia-La Mancia.